# Spalding World Tour
Pour les articles homonymes, voir Spalding.
Le Spalding World Tour est une tournée mondiale consacrée au baseball financée par la société d'équipements sportifs Spalding. Cette tournée se déroule d'octobre 1888 à avril 1889 et passe par l'Australie, Ceylan, Égypte, Italie, France, Angleterre, Irlande et États-Unis.
L'étape française a pour cadre l'Exposition universelle et la rencontre se dispute, sous des conditions climatiques désastreuses, le 8 mars 1889 en l'absence du président de la République, Sadi Carnot au Parc Aérostatique de Paris. Le président avait été invité par M. Leigh S. Lynch mais ne put s'y rendre faute d'autres obligations (Nouvelle du jour du périodique Le Temps du 9 mars 1889).
Les Chicago White Stockings et une sélection de la Ligue nationale s'opposent au cours de cette tournée.